# Herlincourt
Herlincourt település Franciaországban, Pas-de-Calais megyében. Lakosainak száma 106 fő (2022. január 1.). Herlincourt Ramecourt, Croisette és Hautecloque községekkel határos.

## Népesség
A település népességének változása:
| Lakosok száma | 111  | 107  | 114  | 104  | 105  | 106  | 107  | 107  | 106  |
|               | 2013 | 2015 | 2016 | 2017 | 2018 | 2019 | 2020 | 2021 | 2022 |